# Ture Tupp
Ture Tupp (Foghorn Leghorn) är en tecknad figur i Looney Tunes som skapades 1946 av Robert McKimson. Ture Tupp medverkade i 28 filmer mellan 1946 och 1963. Han dök upp i filmen "Walky Talky Hawky". Ture bor på en bondgård där han ägnar sig åt att bråka med gårdens hund och att undvika att bli mat åt en hök. Han är en inbiten ungkarl men brukar ibland försöka flirta in sig hos någon lämplig ogift höna - ofta med klent resultat. Han pratar med Kentucky-dialekt och har vanan att avbryta sig själv efter två-tre ord och sedan påbörja meningen på nytt, till exempel "-Det här mås...jag sa, det här måste vara den varmaste dagen någonsin".
Ture Tupp är även med i långfilmerna Vem satte dit Roger Rabbit, Space Jam, Looney Tunes: Back in Action och Space Jam: A New Legacy.
Ture Tupp har på svenska dubbats av Mikael Roupé.